# مؤسسه پژوهشی تاریخ ادبیات کودکان

لوگوی مؤسسه پژوهشی تاریخ ادبیات کودکان

مؤسسه پژوهشی تاریخ ادبیات کودکان، نهادی غیردولتی و ناسودبر است که در سال ۱۳۷۹ با هدف پژوهش تاریخ ادبیات کودکان ایران از سوی گروهی از علاقه‌مندان و کوشندگان مرتبط با شورای کتاب کودک و یاری پشتیبانان فرهنگی پایه‌گذاری شد. پس از شکل‌گیری اندیشه برای نگارش تاریخ ادبیات کودکان، ضرورت‌های پژوهشی این علاقه‌مندان و کوشندگان را به این نتیجه رساند که پژوهش‌های تاریخی در حوزه ادبیات کودکان نیاز به نهادی مستقل دارد که بتواند آثار و اسناد در این زمینه را گردآوری کند. از این سال تاکنون کار اصلی این مؤسسه گردآوری و پژوهش روی آثار و اسناد به دست آمده برای تکمیل این مجموعه اثر و آثار مشابهی بوده‌است که در این نهاد انجام شده یا در دست انجام است. نخستین کار بنیادی مؤسسه، پژوهش و انتشار مجموعه ده جلدی کتاب‌های تاریخ ادبیات کودکان است که سه جلد پایانی آن، کتاب برگزیده سال ۱۳۹۴ شناخته شد.
مؤسسه پژوهشی تاریخ ادبیات کودکان در چندین محور هم‌راستا، مانند پژوهش‌های تاریخی و مطالعات کودکی فعالیت می‌کند. از سال ۱۳۸۶ طرح گسترده مطالعات کودکی که در مرحله پژوهش و نگارش است، در محور پژوهش‌های بنیادی مؤسسه قرار گرفته‌است. پژوهش دربارهٔ زندگی شخصیت‌های فرهنگ کودکی مانند میرزا حسن رشدیه، جبار باغچه‌بان، توران میرهادی، معصومه سهراب و یحیی مافی و ده‌ها شخصیت دیگر، از جمله فعالیت‌های مؤسسه به‌شمار می‌آید.
مؤسسه پژوهشی تاریخ ادبیات کودکان، اکنون (۱۴۰۲) با بیست و سه سال پیشینه فعالیت‌های گسترده، در سطح ملی و بین‌المللی به کار خود ادامه می‌دهد. مؤسسه سند راهبردی خود را با توجه به مجموعه فعالیت‌های خود منتشر کرده‌است. بخش‌هایی از این سند چشم‌انداز، رسالت و طرح‌های مؤسسه را بازتاب می‌دهد. دفتر این مؤسسه در تهران است و شیوه همکاری با این نهاد به دو شکل کار رسمی و داوطلبانه است. این مؤسسه هزینه‌های سازمانی خود را از راه کمک‌های مردمی و با اجرای پروژه‌های فرهنگی و انتشاراتی به دست می‌آورد. چنانچه مؤسسه درآمدی داشته باشد، این درآمد را در راه گسترش هدف‌های خود هزینه می‌کند.
مؤسسه پژوهشی تاریخ ادبیات کودکان یکی از نهادهای دارای حق معرفی نویسنده، تصویرگر، مروج یا سازمان‌های ترویجی و نهادهای اثرگذار در حوزه ادبیات کودکان برای جایزه «آسترید لیندگرن» (Alma) است.

## دورنما
دورنمای مؤسسه پژوهشی تاریخ ادبیات کودکان، فرهنگ سازی و تحول فرهنگی جامعه کودک و نوجوان و کمک به پرورش نسلی خلاق، منتقد و آگاه برای جامعه ایران و حوزه تمدنی ایران است.

## رسالت‌ها (ماموریت‌ها)
- مطالعات کودکی در حوزه تمدن ایران و مطالعات تطبیقی کودکی
- پژوهش و انتشار کتاب‌ها و نشریات در حوزه فرهنگ و تاریخ ادبیات کودکان ایران
- گردآوری اطلاعات و اسناد دربارهٔ زندگی فرهنگی کودکان ایران در بستر تاریخ
- گردآوری و تهیه کتاب‌های منتشره مربوط به حوزه کودک و نوجوان از ۱۲۰۰ شمسی تا ۱۳۵۷
- ارائه خدمات کتابخانه‌ای و پژوهشی در چارچوب اسناد و کتاب‌ها و نشریات گردآوری شده
- تربیت پژوهشگران جوان درحوزه تاریخ‌نگاری فرهنگ و ادبیات کودکان و مطالعات کودکی
- گردآوری اسناد موزه‌ای با هدف راه‌اندازی موزه فرهنگ و ادبیات کودکان ایران
- طراحی و راه‌اندازی بانک‌های اطلاعاتی با هدف در دسترس قرار دادن این اطلاعات در فضای اینترنت
- ترویج مطالعه خلاق در میان گروه‌های سنی کودک و نوجوان
- طراحی و راه‌اندازی پایگاه‌های مجازی در جهت اطلاع‌رسانی و ترویج فرهنگ و ادبیات کودکان و ترویج مطالعه
- کمک به گسترش سواد آموزی و آموزش خلاق در بین کودکان محروم و فرودست
- برگزاری نمایشگاه‌های فرهنگی به جهت گسترش و بالابردن فرهنگ عمومی و فرهنگ و تاریخ کودکی
- تبادل و داد و ستد اطلاعات در حوزه فرهنگ و ادبیات کودکان با نهادهای ملی و بین‌المللی
- تهیه اسناد صوتی و تصویری به جهت راه اندازی طرح تاریخ تصویری فرهنگ و ادبیات کودکان ایران

## کتابخانه تحقیقاتی مؤسسه
کتابخانه پژوهشی، در سال ۱۳۷۹ هم‌زمان با بنیانگذاری مؤسسه پژوهشی تاریخ ادبیات کودکان با هدف پشتیبانی و تأمین نیازهای اطلاعاتی گروه پژوهشی تاریخ ادبیات کودکان آغاز به کار کرد و دو سال بعد حرکت‌های اولیه را برای تشکیل کتابخانه و مرکز اطلاع‌رسانی ادبیات کودکان و نوجوانان ایران ساماندهی کرد. حاصل کار تا این زمان کتابخانه‌ای با بیش از ۲۴ هزار منبع اطلاعاتی دسته‌بندی شده‌است. از مهم‌ترین حوزه‌های موضوعی کتابخانه می‌توان به ادبیات، ادبیات کودکان، آموزش و پرورش، تاریخ، هنر و جامعه‌شناسی اشاره کرد. منابع اطلاعاتی به شکل اصل، اسکن یا کپی گردآوری شده‌اند. بخش قدیمی و موزه‌ای منابع اطلاعاتی همچون: عکس‌های اصل، کتاب‌ها و نشریات چاپ سنگی و سربی، اسباب بازی‌های قدیمی، … تا بازگشایی موزه ملی فرهنگ و ادبیات کودکان در کتابخانه نگاهداری خواهند شد.

### کتاب‌ها
پوشش تاریخی کتاب‌های کودکان و نوجوانان به عنوان منابع اولیه این کتابخانه از آغاز چاپ کتاب‌های کودکان در دوران مشروطه تا سال ۱۳۵۷ است. اکنون بیش از ۷۰۰۰ عنوان کتاب شناسایی شده متعلق به این دوره تاریخی در کتابخانه مؤسسه موجود است. منابع ثانویه، تمام کتاب‌های مرجع مورد نیاز پژوهشگران را، بدون توجه به تاریخ آن، در بر می‌گیرد.
قدیمی‌ترین منبع موجود در کتابخانه: حسنین. کاتب محمد بن اسمعیل خوانساری. سفارش‌دهنده مشهدی احمد خوانساری. طهران: کارخانه مشهدی تقی، ۱۲۶۴ق. = ۱۲۲۶ش؛ و نسخه منحصر به فرد کتاب، تعلیم و الاطفال. نوشته محمود بن یوسف مازندرانی (مفتاح‌الملک). کاتب محمود محمدرضای سلطان‌الکتاب لشکرنویس محلاتی. [بی‌جا]: کارخانه سید مرتضی، ۱۳۲۲ق. =۱۲۹۲ش. است.
کتاب‌ها بر اساس رده‌بندی دهدهی دیویی و قواعد انگلوامریکن فهرست‌نویسی و رده‌بندی شده‌است. در حال حاضر ۶۸۵۲ عنوان کتاب فارسی، ارمنی، آسوری، کردی، ترکی (چاپ سنگی، چاپ سربی، دیسک نوری (کتاب‌های قدیمی اسکن شده)) در کتابخانه موجود است.
علاوه بر این مجموعه، مجموعه‌ای با حدود ۱۱۰۰ کتاب برای نمایش در موزه ملی ادبیات کودکان و نوجوانان گردآوری شده‌است که فاقد مهر، برچسب کتابخانه و صحافی است.

### اسناد
بیش از ۲۰۰۰ عنوان سند تاریخی، شامل دستنوشته‌های دست‌اندرکاران ادبیات کودکان و نوجوانان، نامه‌ها، دستورالعمل‌ها، گواهی‌نامه‌های تحصیلی، … به صورت اصل، اسکن یا کپی در مجموعه سازماندهی شده‌اند. این مجموعه اسناد در زونکن‌ها نگاهداری می‌شوند و اطلاعات آن‌ها به وسیله نرم‌افزار کتابخانه قابل بازیابی است. بخشی از این مجموعه کپی اسناد تاریخی مرکز اسناد ملی ایران در زمینه آموزش و پرورش، ناشران، کتاب‌های درسی و غیردرسی است.

### نشریات و مقالات
کتابخانه مجموعه بیش از ۵۰۰ عنوان نشریه، از نشریات کودکان و نشریات بزرگسالان را که دارای صفحه یا ستون کودکان هستند را به صورت اصل، اسکن یا کپی نگاهداری می‌کند. اطلاعات این نشریات به مرور به صورت مقاله‌شناسی استخراج و در نرم‌افزار کتابخانه ذخیره خواهند شد.
قدیمی‌ترین نشریه کودکان (کپی) موجود در کتابخانه، مجله‌الادب به سرپرستی محمد وفادار است که از سال ۱۳۳۶ق. /۱۲۹۶ش. در مطبعه فاروس با فاصله دو ماه یکبار در تهران منتشر شده‌است.
قدیمی‌ترین نشریه کودکان (اصل) موجود در کتابخانه، نونهالان با مدیر مسئولی عبدالله فریار که از سال ۱۳۲۲ توسط اداره انتشارات سفارت انگلیس هر دو هفته یک‌بار منتشر در تهران شده‌است.
علاوه بر این نشریات، کتابخانه مجموعه‌ای از ۵۰۰۰ عنوان مقاله را که در پژوهش کتاب تاریخ ادبیات کودکان از نشریات قدیم و جدید استخراج و مورد استفاده قرار گرفته‌است را نمایه‌سازی کرده‌است.

### مواد دیداری و شنیداری
این مجموعه شامل ۷۰۰۰ قطعه عکس اصل و اسکن شده، ۲۱۱ عنوان نوار صدا (مصاحبه با دست‌اندرکاران ادبیات کودکان و قصه‌های کودکان)، ۲۰ حلقه میکروفیلم، بیش از ۵۰ عنوان صفحه گرامافون، ۳۰۰فیلم، ۲۲ قطعه تمبر، ۲۰۸ عدد تابلوی نمایشگاهی و یک حلقه فیلم استریپ است.

## مطالعات کودکی
با به سرانجام رساندن پژوهش دربارهٔ تاریخ ادبیات کودکان و انتشار مجموعه کتاب‌های تاریخ ادبیات کودکان ایران، پژوهشگران و کارشناسان مؤسسه، رویکرد تازه‌ای را در چشم‌انداز طرح‌ها و فعالیت‌های مؤسسه پیش رو نهاده‌اند. این رویکرد تازه، فراتر از ادبیات کودکان است و به پژوهش همه‌جانبه در زیست و فرهنگ کودکان از دوره باستان تا ۱۳۵۷ می‌پردازد.
مطالعات کودکی رشته جوانی است که در چند دهه گذشته سنگ بنای آن در حوزه علوم اجتماعی و جامعه‌شناسی گذاشته شده‌است و اکنون در برخی از مراکز دانشگاهی و پژوهشی کشورهای پیشرفته چنین رشته‌ای تا دوره‌های عالی تدریس می‌شود.
طرح پژوهشی مطالعات کودکی موضوع‌هایی همچون: تاریخ سلامت، بهداشت و پزشکی کودکان، آموزش و پرورش، پوشاک و افزارهای زیستی، اسباب بازی‌ها و سرگرمی‌ها و بازی‌ها، آداب تربیتی و سنت‌های خانوادگی و حقوق کودک را پوشش می‌دهد.
پژوهشگران این مؤسسه هم‌زمان با گرد آوری داده‌های گسترده دربارهٔ موضوع‌های گوناگون مطالعات کودکی، از اسفند ۱۳۸۸ جستجو و پژوهش دربارهٔ نخستین بخش از این طرح گسترده، با موضوع «تاریخ سلامت، بهداشت و پزشکی کودکان،» را به شکل متمرکز و فشرده آغاز کرده‌اند.

## با من بخوان
«با من بخوان» برنامه‌ای برای گسترش ترویج کتاب‌خوانی برای همه کودکان از صفر تا ۱۸ سال در وضعیت‌های گوناگون اجتماعی و فرهنگی به ویژه کودکان مناطق محروم و دوردست و ترویج کتابخانه‌های کودک‌محور است. این برنامه زیر نظر مؤسسه پژوهشی تاریخ ادبیات کودکان برنامه‌ریزی و اجرا می‌شود.
شعار اصلی این برنامه عبارت است از: «همه کودکان حق دارند کتاب‌های باکیفیت بخوانند».
«با من بخوان» بر تقویت سواد پایه و سهیم شدن کتاب با کودکان و نوجوانان با روش بلندخوانی تمرکز دارد که با گفت‌وگو و انجام فعالیت‌های خلاق هنری در پیوند با کتاب، برای تأثیرگذاری عمیق‌تر و ایجاد لذت، شوق خواندن و برانگیختن انگیزش‌های زیبایی‌شناختی و معنایی کتاب همراه می‌شود. این برنامه بر اساس این هدف و رویکرد، افزون بر گزینش آگاهانه کتاب‌های مناسب و باکیفیت و رساندن آن به دست کودکان مناطق محروم، می‌کوشد با برگزاری کارگاه‌های گوناگون، مربیان و آموزگاران را در زمینه بلندخوانی و فعالیت‌های در پیوند با آن توانمند کند.
برنامه «با من بخوان» در مناطق مختلف از سوی نیکوکاران پشتیبانی می‌شود. این برنامه از امردادماه ۱۳۹۰ آغاز و در نقاط مختلف ایران اجرا شده‌است.
جایزه ترویج کتابخوانی ایبی – آساهی برجسته‌ترین و معتبرترین جایزه ترویج کتابخوانی در جهان است که مؤسسه پژوهشی تاریخ ادبیات کودکان با برنامه ترویج کتابخوانی «با من بخوان» از سوی ایران در سال ۲۰۱۶ موفق به کسب آن شد.
همچنن این برنامه از سال ۲۰۱۷ تاکنون شش بار پیاپی از سوی چند نهاد بین‌المللی نامزد دریافت جایزهٔ یادبود آسترید لیندگرن (جایزه آلما)، بزرگ‌ترین جایزهٔ ادبیات کودکان و نوجوانان و دومین جایزه بزرگ ادبیات در جهان، شده‌است.
در سال ۲۰۲۲، زهره قایینی، مدیر مؤسسه پژوهشی تاریخ ادبیات کودکان و سرپرست برنامهٔ ترویج کتابخوانی «با من بخوان»، برندهٔ جایزهٔ جهانی ترویج‌گر برجسته خواندن (ایبی- آی رید IBBY-iRead) شد.

## ایرانک
ایرانک یکی از تارنماهای مؤسسه پژوهشی تاریخ ادبیات کودکان است که در سال ۱۳۸۵با نام بانک اطلاعات فرهنگ و ادبیات کودکان ایران راه اندازی و رونمایی شد. پس از یک دوره کاری و بررسی برآیند کار ایرانک، در هدف‌ها و چشم‌اندازهای این نهاد مجازی، بازبینی شد و از سال ۱۳۹۰ ایرانک به دو بخشپایگاه داده‌ها و موزه مجازی تقسیم شد. هدف از این پیوند از آن رو بود که هریک از این بخش‌ها نیمرخی از یک سیمای یگانه به‌شمار می‌روند که در ارتباط با هم دنیای کودکی را بهتر به نمایش می‌گذارند.
پایگاه داده‌های فرهنگ و ادبیات کودکان. هسته اصلی اطلاعات این پایگاه بر پایه اطلاعات گردآوری شده برای کتاب‌های مرجع «تاریخ ادبیات کودکان ایران» شکل گرفته‌است. در ۲۱ آبان ۱۳۸۵ این پایگاه با بیش از ۱۳هزار رکورد اطلاعاتی آغاز به کار کرد. پس از ۵ سال، ویرایش جدید این پایگاه با تغییر کامل بستر نرم‌افزاری و برنامه‌نویسی، رفع کاستی‌های نسخه نخست و افزودن بر شمار گونه‌های اطلاعاتی در دسترس پژوهشگران و علاقه مندان فرهنگ و ادبیات کودکان ایران قرار کمکدارد.
موزه مجازی فرهنگ کودکی. مؤسسه پژوهشی تاریخ ادبیات کودکان در طول این سال‌ها با یاری دوستداران و پشتیبانان فرهنگ کودکی، شمار زیادی اسباب بازی، زیست افزارها و افزارهای آموزشی و فرهنگی کودکان را برای راه اندازی موزه فرهنگ کودکی گردآوری کرده‌است. بر این اساس مؤسسه طرح کاملی از «موزه ملی – تخصصی تاریخ فرهنگ و ادبیات کودکان ایران» تهیه و در بهار ۱۳۸۵ در نشریه شماره ۴۳ موزه‌ها، نشریه تخصصی اداره کل موزه‌ها سازمان میراث فرهنگی و گردشگری منتشر کرد. مؤسسه از ابتدای سال ۱۳۸۹ طرح آماده‌سازی موزه مجازی را برای پیوند با جامعه دوستدار فرهنگ کودکی در دستور کار قرار داد تا شاید جامعه ایران گامی دیگر به راه اندازی موزه واقعی کودکان نزدیک تر شود. از این رو با تهیه شناسنامه کامل برای همه اشیاء و اسناد موزه‌ای آن‌ها را از راه دنیای مجازی در برابر دیدگان همگان نهاده‌است.

## موزه کودکی ایرانک
موزه کودکی ایرانک، برآیند نزدیک به دو دهه پژوهش‌های سازمانی پژوهشگران مؤسسه پژوهشی تاریخ ادبیات کودکان، در زمینه تاریخ ادبیات کودکان و مطالعات کودکی است. این مؤسسه از سال ۱۳۸۲ به دنبال پایه گذاشتن موزه در شهر تهران بوده‌است. تاکنون چهارده بار در ایران و بیرون از ایران نمایشگاه‌های کوتاه و بلند از موزه کودکی ارائه شده‌است.
از امرداد سال ۱۳۹۸ موزه کودکی در فضایی نزدیک به هزار متر، در یکی از بهترین ساختمان‌های فرهنگی تهران (سالن گنجینه سازمان اسناد کتابخانه ملی) گشوده شده‌است، تا بتواند گوشه‌ای از بزرگی فرهنگ کودکی ایران را به نمایش بگذارد.
این موزه برپایه فلسفه موزه‌های مدرن که روایتی – همکنشانه است، طراحی شده‌است. در این گونه از موزه‌ها، این شئی نیست که به نمایش درمی آید، بلکه روایت اشیاء یا پدیدارها و بازنمایی آن‌ها است که همه آنچه در یک موزه هست، به هم پیوند می‌دهد. هم چنین این موزه برای کودکان، هم کنشانه است، یعنی کودکان و گاهی خانواده‌ها یا بزرگ‌ترها با روایت‌ها درگیر می‌شوند، و در بده بستان کنش و واکنش، دست می‌زنند، احساس و فکر می‌کنند، می‌آموزند و بهره می‌برند.

## کتابک
کتابک، پنجره‌ای به جهان خواندن است و دانایی. کتابک برآیند کار کوشندگان و دست‌اندرکاران مؤسسه پژوهشی تاریخ ادبیات کودکان و خانه کتابدار کودک و نوجوان و ترویج خواندن (دوره زمانی ۱۳۸۵–۱۳۹۰) است. نهاد کتابک با این هدف طراحی شده‌است که راهنما و ترویج‌کننده مواد خواندنی مناسب برای کودکان ایرانی و کودکان سایر کشورهای فارسی‌زبان باشد و محتواهای وابسته به این موضوع را در اختیار مادران و پدران، آموزگاران، مربیان، کتابداران و مروجان قرار دهد. معرفی کتاب‌ها و نشریات‌های کودک و نوجوان، کتاب‌ها و نشریات مرجع، خبرهای کودکی، کارگاه‌های آموزشی، معرفی نهادها و شخصیت‌های مهم در حوزهٔ کودکی و … از جمله اطلاعات موجود در سایت کتابک هستند. این سایت با بیش از یک دهه فعالیت مستمر، مخاطبان گسترده‌ای دارد.

## آموزک
بخش پژوهش و تهیه مواد آموزش خلاق از راه ادبیات کودکان است که به عنوان یک راهبرد بنیادین در تقویت سواد پایه، در مؤسسه دنبال می‌شود. پایگاه آموزک یا پایگاه آموزش خلاق از راه ادبیات کودکان بر آن است که پیوندگاهی باشد برای دانش‌افزایی و توان‌مندسازی آموزش و پرورش انسانی، نوگرا و خلاق و در دسترس گذاشتن اطلاعات و دانشی که در این زمینه به زبان فارسی وجود دارد یا ارائه راهکارهایی برای رسیدن به منابع دست اول به زبان‌هایی چون انگلیسی به خانواده‌ها، آموزگاران، کارشناسان آموزش و پرورش، دانشجویان و دانشگاهیان. پایگاه آموزک با رویکرد گردآوری منابع پراکنده و دسترس‌پذیر کردن آن و همچنین تألیف برخی مقاله‌ها برای شناخت و ترویج آموزش خلاق از راه ادبیات کودکان راه‌اندازی شده‌است.

## کتاب هدهد
هدهد تارنمایی چند منظوره برای دسترس پذیر کردن فرآورده‌های فرهنگی کودکان و نوجوانان است. در حقیقت کار هدهد از یک سو کارشناسی و گزینش کتاب‌های مناسب کودکان و نوجوانان و از سوی دیگر در دسترس گذاشتن آن‌ها در فروشگاه مجازی یا حقیقی خود است. صاحب امتیاز و مسول این تارنما مؤسسه پژوهشی تاریخ ادبیات کودکان است. سایت هدهد افزون بر کتاب‌های کودک و نوجوان، مجموعه‌ای ارزش‌مند از کتاب‌های بزرگسال مربوط به حوزه ادبیات کودکان و آموزش خلاق از راه ادبیات کودکان را گردآوری کرده‌است که در این زمینه نیز به بالا بردن سطح فرهنگ و مطالعات کودکی کمک کند.

## انتشارات
انتشارات مؤسسه پژوهشی تاریخ ادبیات کودکان، انتشار کتاب‌های پژوهشی، مرجع و آکادمیک در حوزه تاریخ و فرهنگ کودکی و همچنین کتاب‌های باکیفیت ادبیات کودکان را در دستور کار خود قرار داده‌است تا افزون بر پاسخ‌گویی به نیاز مخاطبان، الگوهایی مناسب برای نشر کتاب کودک به جامعه بشناساند.